# ابن قولويه القمي
ابن قولويه القمي ، هو جعفر بن محمد بن جعفر بن موسى بن مسرور بن قولويه القمي المعروف بـابن قولويه من كبار رواة الشيعة في القرن الرابع الهجري ، وهو صاحب كتاب كامل الزيارات.

## ولادته
ولد جعفر في مدينة قم ونشأ في أسرة عرفت بالعلم والتقوى، وبدأ منذ نعومة أظفاره بطلب العلم فحضر درس والده وأخيه وهما من كبار محدثي الشيعة.

### كنيته
كنيته «أبو القاسم» وفقًا لما ذكره علماء التراجم والرجال.

### شخصيته
يعتبر جعفر بن محمد بن قولويه من أبرز الشخصيات العلمية في عصره، وقد اهتم أصحاب المصنفات الحديثية برواياته واعتمدوا عليها لأكثر من عشرة قرون. وقد نال ابن قولويه احترامًا خاصًّا لدى علماء الشيعة وفقهائهم، كما أن الكثير من الرواة حازوا على الوثاقة لنقل جعفر ابن قولويه الروايات عنهم.

## ماقيل فيه
- قال الشيخ النجاشي عالم الرجال الشهير في حقه: «وكل ما يوصف به الناس من جميل وثقة وفقه فهو فوقه».[2]
- قال الشيخ الطوسي: «جعفر بن محمد بن قولويه القمي، يكنى أبا القاسم ثقة، له تصانيف كثيرة على عدد أبواب الفقه».[3]
- قال السيد ابن طاووس في حق ابن قولويه: «الشيخ الصدوق المتفق على أمانته جعفر بن محمد بن قولويه».[4]
- قال ابن حجر العسقلاني: «جعفر بن محمد بن جعفر بن موسى بن قولويه أبو القاسم السهمي الشيعي: من كبار الشيعة وعلمائهم المشهورين.[5]

## شيوخه
- محمد بن يعقوب الكليني.
- محمد بن الحسن الصفار.
- ابن بابويه والد الشيخ الصدوق.
- محمد بن الحسن بن الوليد.
- محمد بن الحسن بن علي بن مهزيار.
- والده محمد بن جعفر بن قولويه.
- أخوه علي بن محمد بن جعفر بن قولويه.
- محمد بن جعفر الزراري.
- محمد بن الحسن الحميري.
- محمد بن الحسن الجوهري.
- محمد بن أحمد المصري.

## التلامذة
- الشيخ المفيد.
- الحسين بن عبيد الله الغضائري.
- أحمد بن محمد بن عياش.
- حيدر بن محمد بن نعيم السمرقندي.
- علي بن بلال المهلبي.
- أحمد بن عبدون.
- التلعكبري.
- بن عزور.
- محمد بن سليم الصابوني.

## مؤلفاته
| - كامل الزيارات. وقد يُقال له أيضاً كامل الزيارة أو جامع الزيارات. - تاريخ الشهور والحوادث فيها. - مداواة الجسد لحياة الأبد. - كتاب قسمة الزكاة. - الجمعة والجماعة. - كتاب الأضاحي. - كتاب الرضاع. | - كتاب الصداق. - كتاب النوادر. - كتاب العدد. - الصلوات. - قيام الليل. |